# 斯特羅基夫
49°51′30″N 29°34′57″E / 49.85833°N 29.58250°E
斯特羅基夫（烏克蘭語：Строків）是位於烏克蘭北部日托米爾州裏日托米爾區的村莊，面積3.79平方公里，海拔高度183米，2001年人口655，人口密度每平方公里172.78人。